# Mavi
L'escultura urbana coneguda pel nom Mavi, ubicada en una font de la plaça Longoria Carbajal, a la ciutat d'Oviedo, Principat d'Astúries, Espanya, és una de les més d'un centenar que adornen els carrers de l'esmentada ciutat espanyola.
El paisatge urbà d'aquesta ciutat és guarnit amb obres escultòriques, generalment monuments commemoratius dedicats a personatges d'especial rellevància en un primer moment, i més purament artístiques des de finals del segle xx.
L'escultura, feta de pedra volcànica i rematada en bronze, és obra de Santiago de Santiago, i està datada el 25 de novembre de 1994.
L'obra adquirida per l'Ajuntament d'Oviedo, va ser inaugurada pel llavors Príncep Felip, presidint la font monumental que es va construir a la plaça Longoria Carbajal després de la reforma que s'hi va realitzar. Representa el cos d'una jove asseguda, que subjecta amb una de les seves mans el cap i els cabells, i tapa alhora la seva cara, L'altra mà està agafant una de les seves cames a l'altura de la canyella.
L'any 2009 va ser substituïda per una altra escultura del mateix autor, anomenada  La Piedad, després d'una nova reforma de la plaça on es ubica.
L'estàtua està actualment ubicada a la plaça del Concellín, a La Corredoria, per petició dels veïns, segons declaracions de l'Alcalde d'Oviedo.